# Calaf
Calaf ist eine katalanische Gemeinde in der Provinz Barcelona im Nordosten Spaniens. Sie liegt in der Comarca Anoia.

## Gemeindepartnerschaft
Calaf unterhält seit 2007 eine Partnerschaft mit der französischen Gemeinde Soual.